# Коган, Аркадий Ефимович
Арка́дий Ефи́мович Ко́ган (12 ноября 1957, Новосибирск, РСФСР, СССР) — российский и израильский режиссёр документального кино, сценарист, оператор, продюсер, педагог.

## Биография
Родился в Новосибирске в 1957 году. Окончил архитектурный факультет Академии Художеств СССР с красным дипломом и Институт кинематографии ВГИК, мастерская Тенгиза Семёнова.
Работал дизайнером, художником-постановщиком новосибирского драматического театра «Красный Факел».
С 1995 года начал работать на телевидении. Снял «пилоты» телевизионных передач «Криминальная Россия» для НТВ, «Жизнь замечательных людей» и «Вкус жизни» для «Первого канала». На РТР с 1998 по 2000 год делал собственную авторскую программу «Персона» на Студии «К-2». В 2002—2015 годах — главный режиссёр Дирекции научно-популярных программ «Первого канала».
С 2013 года по 2017 преподавал на факультете режиссуры Московского института телевидения и радиовещания «Останкино».
В 2014 году фильм Аркадия Когана «Янковский» получил премию «Золотой Орёл» в номинации «Лучший неигровой фильм». 19 февраля 2015 года картина вышла в российский прокат.
С 2012 по 2017 год вместе с четырьмя выпускниками мастерской Марины Разбежкиной снимал документальный фильм «Освободите любовь!» об Ольге Романовой и других участниках проекта «Русь сидящая». Премьера фильма прошла в Интернете на официальном канале режиссера в YouTube и телеканале «Дождь».
В 2015 — председатель жюри документального конкурса фестиваля «Окно в Европу».
Член Союза кинематографистов России и Гильдии неигрового кино и телевидения России.
В 2015 году написал и издал повесть об отце «Фима».
В ноябре 2015 года репатриировался в Израиль.
В 2016 году запустил глобальный проект «История семьи». В рамках проекта снимает профессиональное короткое документальное кино об истории семей.
В декабре 2018 года состоялась российская премьера фильма «От рабства к свободе» в Москве в рамках фестиваля «Артдокфест» с участием героя фильма Натана Щаранского.
Женат. Воспитывает четырёх детей.

## Фильмография

### Режиссёр и сценарист
- 1990 — Вера
- 1991 — Эрдени, или сокровище Исинги
- 1991 — Я боюсь!
- 1992 — Евграф
- 1996 — Жить долго и умереть молодым
- 1997 — Улыбка Княжинского
- 1998 — Путешествие в Малин
- 1998 — Звезда Давида
- 2000 — День рожденья
- 2001 — Место
- 2003 — Доброе утро, Вьетнам!
- 2004 — Костя Цзю. Быть первым!
- 2004 — Марта
- 2005 — Все дети рождаются зрячими
- 2007 — Юрий Арабов. Механика судьбы
- 2008 — Владимир Высоцкий и Марина Влади. Последний поцелуй
- 2009 — Улыбка Гагарина
- 2009 — Анастасия Вертинская. Бегущая по волнам
- 2011 — Вкус жизни
- 2012 — Карен Шахназаров. Жизнь коротка!
- 2014 — Янковский
- 2016 — Фаина. История Семьи.
- 2016 — Освободите любовь!
- 2018 — От рабства к свободе

### Продюсер
- 2008 — Владимир Высоцкий и Марина Влади. Последний поцелуй
- 2009 — Ирина Роднина. Непобедимая
- 2010 — Герман Титов. Первый после Гагарина
- 2010 — Разлучённые небом
- 2016 — Освободите любовь!
- 2018 — От рабства к свободе

### История семьи
- 2016 — Фаина
- 2017 — Аксельбант

## Награды и премии
- 2014 — Национальная премия «Золотой Орёл», фильм «Янковский» победил в номинации «Лучший неигровой фильм».
- 2009 — Международный фестиваль «Золотой Бубен», фильм «Улыбка Гагарина» победил в номинации «Телевизионный сценарий».
- 2008 — Национальная телевизионная премия ТЭФИ, фильм «Владимир Высоцкий и Марина Влади. Последний поцелуй» победил в номинациях «Режиссёр телевизионного документального фильма/сериала» и «Сценарист телевизионного документального фильма/сериала».
- 2007 — Международный фестиваль «Послание к человеку», фильм «Юрий Арабов. Механика судьбы» победил в номинации «Лучший документальный полнометражный фильм».
- 2005 — Открытый фестиваль документального кино «Россия», фильм «Все дети рождаются зрячими» был удостоен специального приза жюри «За лучшую драматургию» (соавтор сценария — Лев Рошаль) и специального приза газеты «Уральский рабочий» «За гуманизм киноискусства».
- 2004 — Международный фестиваль Maleskorto, фильм «Доброе утро, Вьетнам!» победил в номинации «Лучший документальный короткометражный фильм».
- 2004 — Национальная премия «Лавр», фильм «Костя Цзю. Быть первым!» победил в номинации «Лучший полнометражный телевизионный неигровой фильм»[10].
- 2002 — «Флаэртиана», фильм «Место» победил в номинации «Лучший короткометражный фильм»[11].
- 2001 — Открытый фестиваль документального кино «Россия», фильм «Место» был удостоен Приза Свердловской киностудии «За высокое профессиональное мастерство режиссёра» и Специального приза Гильдии киноведов и кинокритиков.
- 2001 — Национальная премия «Лавровая ветвь», фильм «Место» победил в номинации «Лучший короткометражный неигровой фильм на киноплёнке»[12].
- 2000 — Открытый фестиваль документального кино «Россия», фильм «День рождения» был удостоен Специального упоминания «За эмоциональное воплощение идеи самопожертвования».